# نخ

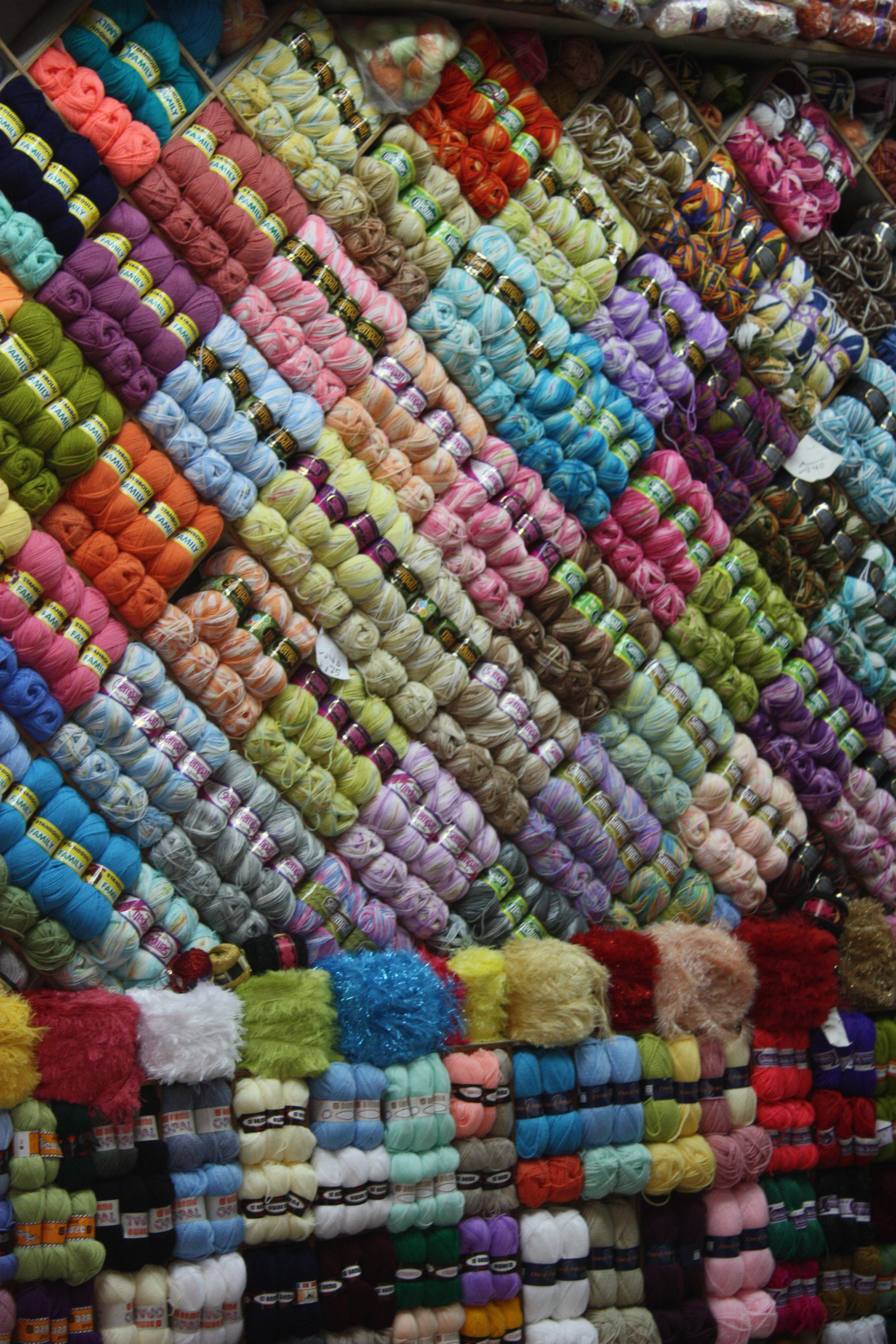
رشته‌های باریک و بلند نخ

نخ به رشته‌های باریک و بلندی گفته می‌شود که با روش‌های ریسندگی و از در کنار هم قرار گرفتن الیاف به‌وجود می‌آید و کاربردهای مختلف در صنایع نساجی دارد.

## کاربردها
- دوخت: نخ جهت اتصال دو تکه پارچه به‌کار می‌رود.[۴][۵]
- تولید پارچه: نخ جزئی اصلی و گاهی تنها جزء تشکیل دهندهٔ پارچه است.[۶]

## تقسیم‌بندی نخ‌ها از نظر جنس
- نخ طبیعی: از الیاف طبیعی گرفته می‌شود.[۷]
- نخ مصنوعی: از الیاف مصنوعی تولید می‌شود مانند پلی‌استر و …[۸]
- نخ مخلوط: از ترکیبی از الیاف مصنوعی و طبیعی تولید می‌شود.